# Getal van Grashof
Het getal van Grashof {\displaystyle \mathrm {Gr} } is een dimensieloos getal dat de verhouding tussen de kracht ten gevolge van dichtheidsverschil en de viskeuze kracht weergeeft. Het getal is een maat voor de natuurlijke convectie (ook wel vrije convectie genoemd), en is gedefinieerd als:
{\displaystyle \mathrm {Gr} ={g\beta \Delta TL^{3} \over \nu ^{2}}}
Daarin is:
{\displaystyle g} de zwaartekrachtsversnelling [m s−2]
{\displaystyle \beta } de kubieke uitzettingscoëfficiënt [K−1]
{\displaystyle \Delta T} het temperatuursverschil [K]
{\displaystyle L} de karakteristieke lengte (in het geval van een ronde buis: de diameter) [m]
{\displaystyle \nu } de kinematische viscositeit [m2 s−1]
Het getal is genoemd naar Franz Grashof (1826-1893), een Duitse hoogleraar en medeoprichter van de Verein Deutscher Ingenieure (VDI).
Archimedes ·
Atwood ·
Bagnold ·
Bejan ·
Biot ·
Bond ·
Brinkman ·
capillair getal ·
Cauchy ·
Damköhler ·
Darcy ·
Dean ·
Deborah ·
Eckert ·
Ekman ·
Eötvös ·
Euler ·
Froude ·
Galilei ·
Graetz ·
Grashof ·
Görtler ·
Hagen ·
Iribarren ·
Keulegan-Carpenter ·
Knudsen ·
Laplace ·
Lewis ·
Mach ·
Marangoni ·
Morton ·
Nusselt ·
Ohnesorge ·
Péclet ·
Prandtl ·
Rayleigh ·
Reynolds ·
Richardson ·
Roshko ·
Rossby ·
Rouse ·
Schmidt ·
Sherwood ·
Shields ·
Stanton ·
Stokes ·
Strouhal ·
Stuart ·
Suratman ·
Taylor ·
Ursell ·
Weber ·
Weissenberg ·
Womersley